# Pardosa herbosa
Pardosa herbosa är en spindelart som beskrevs av Jo och Paik 1984. Pardosa herbosa ingår i släktet Pardosa och familjen vargspindlar. Inga underarter finns listade i Catalogue of Life.